# Le Dernier Pont
Pour plus de détails, voir Fiche technique et Distribution.
Le Dernier Pont (Die letzte Brücke) est un film austro-yougoslave réalisé par Helmut Käutner en 1954.

## Synopsis
En Yougoslavie, en 1943, pendant la Seconde Guerre mondiale, une doctoresse allemande, Helga Reinbeck (Maria Schell), rencontre, par hasard, à Bielo Jezero, son fiancé, l'adjudant-chef Martin Berger (Carl Möhner) qui doit bientôt rejoindre le front. Mais elle est appelée par une jeune paysanne, Militza (Barbara Rütting), pour soigner un enfant malade dans les environs. En vérité ce n'est qu'un subterfuge pour la mettre au service d'un groupe de partisans commandé par Boro (Bernhard Wicki) où elle doit soigner le médecin des résistants qui a été gravement blessé. On lui promet d'être libérée si elle le sauve mais il meurt. Après bien des épreuves, une sympathie réciproque se crée entre la femme médecin, les francs-tireurs et surtout leur chef. Sherer (Horst Hächler), un lieutenant allemand blessé prisonnier des maquisards l'accuse de trahison. Elle le soigne, le guérit et lui propose de s'évader avec lui mais il s'enfuit seul. Lors d'une épidémie de typhus qui frappe les maquisards, un parachutiste anglais qui devait leur rapporter les médicaments est blessé et tombe derrière les lignes allemandes. Helga et Militza retrouvent l'officier britannique dans une cave mais surprises par Martin et les allemands Militza est abattue. Helga Reinbeck, n'écoutant que son cœur et son devoir de médecin, ramène les médicaments qu'elle était allée chercher derrière les lignes. En passant sur un pont exposé au feu des troupes allemandes et des maquisards qui s'affrontent, elle y laisse la vie.

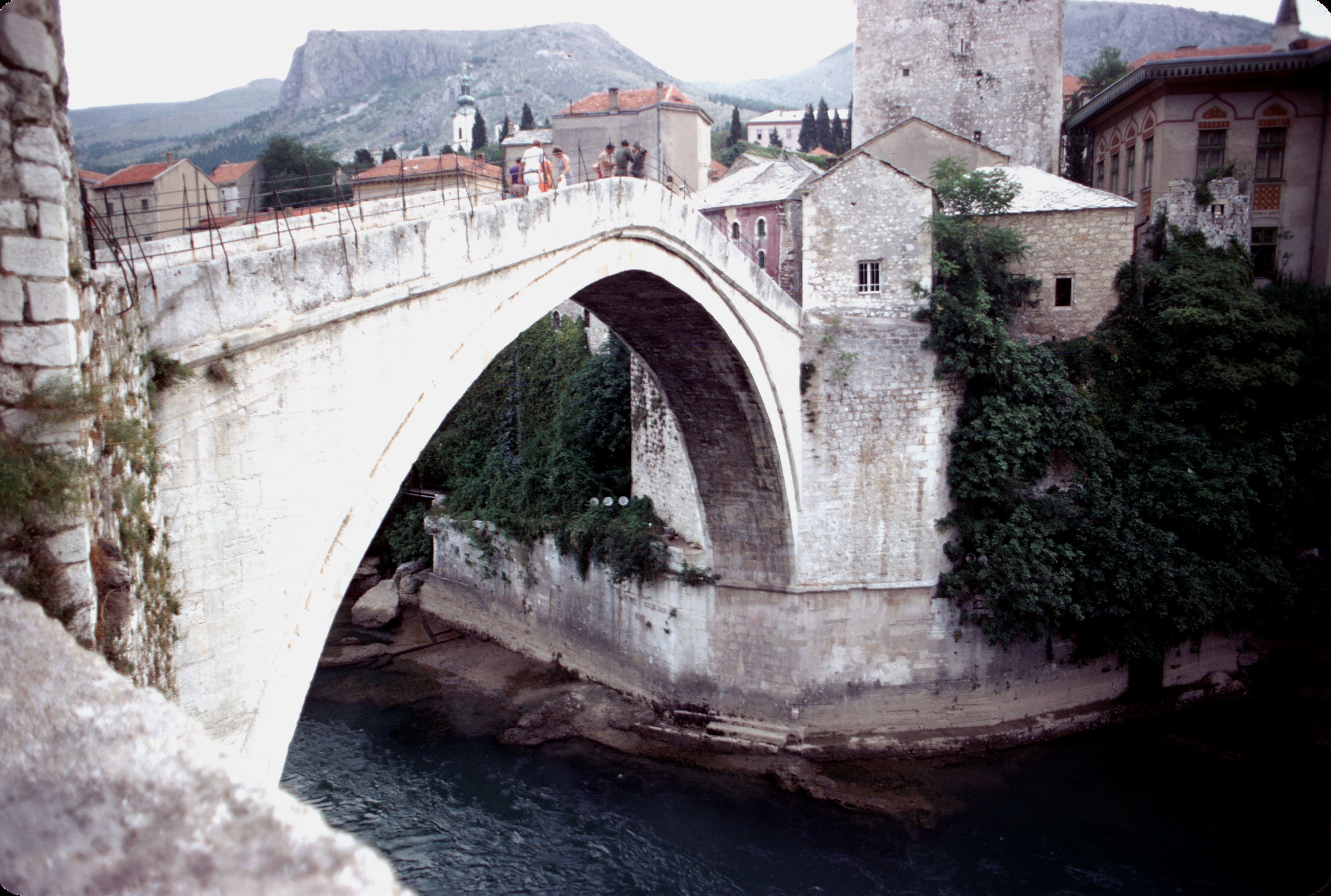
Le Vieux Pont de Mostar (4)

## Fiche technique
- Titre original allemand : Die letzte Brücke
- Titre anglais : The Last Bridge
- Titre français : Le Dernier Pont
- Réalisation : Helmut Käutner, Gustav Gavrin
- Scénario : Helmut Käutner, Norbert Kunze
- Musique : Carl de Groof
- Photographie : Fred Kolhanek
- Son : Oskar Nekut
- Production : Carl Szokoll
- Sociétés de production : Cosmopolis films / Ufus / Wien-Belgrad
- Format : noir et blanc - 35 mm - 1,37:1 - son mono
- Genre : drame, guerre
- Durée : 102 minutes
- Dates de sortie: 
  - Allemagne de l'Ouest : 11 février 1954, première mondiale
  - Autriche : 11 février 1954, première mondiale
  - France : 5 janvier 1955.

## Distribution
- Barbara Rütting : Militza
- Bata Stojanovic : partisan
- Bernhard Wicki :  Boro, chef des partisans
- Carl Möhner : adjudant-chef Martin Berger
- Franz Eichberger : chasseur alpin
- Fritz Eckhardt : Tilleke
- Heinrich von Einsiedel : chasseur alpin
- Helmut Käutner : soldat blessé et narrateur
- Horst Hächler (de) : lieutenant Scherer
- Janez Vrhovec (sr) : partisan Vlaho
- Maria Schell : doctoresse Helga Reinbeck
- Milan Nesic : partisan
- Pavle Mincic (sr) : Momcillo
- Pero Kostic : partisan
- Robert Meyn : médecin d'état-major, Rottsieper
- Radolcic Dragoslav : officier anglais
- Stefan Petrovic : partisan Ratko
- Steffie Schwarz : infirmière en chef
- Tilla Durieux : vieille paysanne, Mara
- Walter Regelsberger : agent de renseignements militaires
- Zvonko Zungul : partisan Sava

## Tournage
De nombreuses scènes de ce film tourné entre le 5 septembre et le 5 novembre 1953, se déroulent autour et sur le vieux pont de Mostar en Bosnie-Herzégovine, dans la région traversée par la Neretva et vers la 29e minute, lorsque Helga tente de s'échapper, on reconnaît les cascades de Kravica (sh).

## Critique
- Monsieur Michel Azzopardi écrit dans le Guide des films, collection "Bouquins", Éditions Robert Laffont : «La noblesse du sujet, l'esprit authentique de charité et de solidarité qui imprègne tout le film font oublier quelques procédés mélodramatiques et une certaine emphase non dénuée de lourdeur»
- Georges Sadoul écrit dans Histoire du cinéma mondial : «En dépit de quelques touches mélodramatiques, le film très bien mis en scène, valait par sa haine sincère de la guerre».

## En bref
- Le film n'étant pas disponible en DVD doublé ou sous-titré en français, on peut en voir quinze  photos dans le site en langue allemande[1]
- Pour les germanophones, il peut être visionné sur youtube grâce à une belle copie sous titrée en anglais pour les anglophones[2]

## Récompenses
- Festival de Cannes 1954 : 
  - Prix international du meilleur film décerné à Helmut Käutner
  - mention spéciale à Maria Schell pour son interprétation.
  - Prix OCIC du Festival de Cannes[3].
- Deutscher Filmpreis 1954 :
  - Prix argent de la meilleure réalisation à Helmut Käutner
  - Prix or du meilleur acteur dans un rôle principal à Bernhard Wicki
  - Prix or de la meilleure actrice dans un rôle principal à Maria Schell
  - Prix argent de la meilleure actrice dans un second rôle à Tilla Durieux
  - Prix argent de la meilleure actrice dans un second rôle à Barbara Rütting
- Bambi (récompense) 1954 :
  - Maria Schell reconnue meilleure actrice allemande
- Jussis 1955 :
  - Jussi du premier rôle féminin à Maria Schell dans la catégorie lauréats étrangers.